# Kihalt állatok a Jurassic Parkban
A Jurassic Park filmekben és könyvekben több mint negyven kihalt faj, alfaj és variáns található. Ez a lap segít rendszerezni ezeket.

## Kihalt állatok a Jurassic Park könyvekben és filmekben
| Kihalt állat                                      | Jurassic Park | Őslénypark | Az elveszett világ: Jurassic Park | Szörnyek szigete | Jurassic Park III. | Jurassic World | Jurassic World: Krétakori tábor | Jurassic World: Bukott birodalom | Battle at Big Rock | Jurassic World: Világuralom – Előszó | Jurassic World: Világuralom | Jurassic World: újjászületés | Megjegyzés |
| ------------------------------------------------- | ------------- | ---------- | --------------------------------- | ---------------- | ------------------ | -------------- | ------------------------------- | -------------------------------- | ------------------ | ------------------------------------ | --------------------------- | --- | --- |
| Agujaceratops                                     | ✗             | ✗          | ✗                                 | ✗                | ✗                  | ✗              | ✗                               | ✓                                | ✗                  | ✗                                    | ✗                           | ✗ | Az ötödik részben csak a koponyája látható. |
| Alamosaurus sanjuanensis                          | ✓             | ✗          | ✗                                 | ✗                | ✗                  | ✗              | ✗                               | ✗                                | ✗                  | ✗                                    | ✗                           | ✗ | A látogatóközpontban kiállított sauropoda csontváz. |
| Allosaurus                                        | ✗             | ✗          | ✗                                 | ✗                | ✗                  | ✗              | ✗                               | ✓                                | ✓                  | ✓                                    | ✓                           | ✗ | Az ötödik részben és a Battle at Big Rock-ban tűnik fel. A Világuralom – Előszónak csak az IMAX változatában szerepel. |
| Ammonit                                           | ✗             | ✗          | ✗                                 | ✗                | ✗                  | ✗              | ✗                               | ✓                                | ✗                  | ✗                                    | ✗                           | ✗ | Héj. |
| Anchiornis                                        | ✗             | ✗          | ✗                                 | ✗                | ✗                  | ✗              | ✓                               | ✗                                | ✗                  | ✗                                    | ✗                           | ✗ | A Krétakori táborban csak említik. |
| Ankylosaurus magniventris magniventris            | ✗             | ✗          | ✗                                 | ✗                | ✓                  | ✓              | ✓                               | ✓                                | ✗                  | ✓                                    | ✓                           | ✓ | Az őslény a harmadik epizódban tűnik fel 2 rövid jelenet erejéig. |
| Apatosaurus excelsus excelsus                     | ✗             | ✓          | ✗                                 | ✓                | ✗                  | ✓              | ✓                               | ✓                                | ✗                  | ✗                                    | ✗                           | ✗ | Az Őslényparkban ez az első dinoszaurusz, amellyel találkoznak. A Jurassic Parkban a Brachiosaurus, az Elveszett Világban a Mamenchisaurus váltja fel. A Krétakori tábornak csak a könyv változatában szerepel.                   |
| Archaeornithomimus                                | ✗             | ✗          | ✗                                 | ✗                | ✗                  | ✓              | ✗                               | ✗                                | ✗                  | ✗                                    | ✗                           | ✗ | Csak a nehezen kiejthető dinoszaurusz nevekre említik példaként. |
| Atrociraptor                                      | ✗             | ✗          | ✗                                 | ✗                | ✗                  | ✗              | ✗                               | ✗                                | ✗                  | ✗                                    | ✓                           | ✗ | Csak a Világuralomban szerepel. |
| Baryonyx walkeri walkeri                          | ✓             | ✗          | ✗                                 | ✗                | ✗                  | ✓              | ✓                               | ✓                                | ✗                  | ✗                                    | ✓                           | ✗ | Nem látható, de szerepel a filmbeli Nublar-térképen. Nem szerepel a Jurassic World első részében, de a Jurassic World honlapján fel van tüntetve.                                                                                 |
| Brachiosaurus brancai brancai                     | ✓             | ✗          | ✗                                 | ✗                | ✓                  | ✗              | ✓                               | ✓                                | ✗                  | ✗                                    | ✓                           | ✓ | A filmben átveszi az Apatosaurus szerepét. |
| Brontosaurus                                      | ✗             | ✗          | ✗                                 | ✗                | ✗                  | ✗              | ✓                               | ✗                                | ✗                  | ✗                                    | ✗                           | ✗ | Csak említik a Krétakori táborban. |
| Carnotaurus sastrei sastrei                       | ✗             | ✗          | ✗                                 | ✓                | ✗                  | ✗              | ✓                               | ✓                                | ✗                  | ✗                                    | ✗                           | ✓ | A könyvben egy fiktív színváltó képességgel rendelkezik, akár a lábasfejűek, vagy egyes kaméleonok. |
| Cearadactylus atrox atrox                         | ✗             | ✓          | ✗                                 | ✗                | ✗                  | ✗              | ✗                               | ✗                                | ✗                  | ✗                                    | ✗                           | ✗ | A madárházban él. A könyv halevőként mutatja be, ami csak attól veszélyes, hogy a területét védi. |
| Ceratosaurus nasicornis nasicornis                | ✗             | ✗          | ✗                                 | ✗                | ✓                  | ✗              | ✓                               | ✗                                | ✗                  | ✗                                    | ✗                           | ✗ | A harmadik epizódban és a Krétakori táborban tűnik fel. |
| Coelosaurus (ismeretlen faj és alfaj)             | ✗             | ✓          | ✗                                 | ✗                | ✗                  | ✗              | ✗                               | ✗                                | ✗                  | ✗                                    | ✗                           | ✗ | „Feltételezett COELU” felirat látható néhány tojás mellett. Wu elmondása szerint kis növényevő. |
| Compsognathus longipes longipes                   | ✗             | ✗          | ✓                                 | ✗                | ✓                  | ✗              | ✓                               | ✓                                | ✓                  | ✗                                    | ✓                           | ✓ | Az Elveszett Világban átveszi a Procompsognathus szerepét. Rövid ideig a Jurassic Park 3. részében is feltűnik, mikor Dr. Grant és Eric elbújnak a Velociraptorok elől. A Battle at Big Rock-ban csak a stáblista közben látható. |
| Concavenator                                      | ✗             | ✗          | ✗                                 | ✗                | ✗                  | ✗              | ✗                               | ✓                                | ✗                  | ✗                                    | ✗                           | ✗ | Az ötödik részben csak szoborként szerepel. |
| Corythosaurus casuarius casuarius                 | ✗             | ✗          | ✗                                 | ✗                | ✓                  | ✗              | ✗                               | ✗                                | ✗                  | ✗                                    | ✗                           | ✗ | A harmadik epizódban tűnik fel. |
| Deinosuchus                                       | ✗             | ✗          | ✗                                 | ✗                | ✗                  | ✗              | ✗                               | ✓                                | ✗                  | ✗                                    | ✗                           | ✗ | Az ötödik részben csak a neve látható az Indominus rex genetikai összetételének hologramján. |
| Dilophosaurus venenifer venenifer                 | ✓             | ✗          | ✗                                 | ✗                | ✗                  | ✓              | ✓                               | ✓                                | ✗                  | ✗                                    | ✓                           | A Dilophosaurusnak egy kitalált faja, amely alig több egy méternél. Képes mérget köpni, és kifeszíthető nyakfodorral rendelkezik. A Jurassic World-ben csak hologramon látható. A Bukott birodalomban csak a hangját lehet hallani, de szoborként is látható. | |
| Dilophosaurus wetherilli venenifer                | ✗             | ✓          | ✗                                 | ✗                | ✗                  | ✗              | ✗                               | ✗                                | ✗                  | ✗                                    | ✗                           | ✓ | A Dilophosaurus wetherillinek egy kitalált alfaja, amely három-négy méter hosszú, és akár tizenhat méterről is képes mérget köpni.                                                                                                |
| Dimetrodon                                        | ✗             | ✗          | ✗                                 | ✗                | ✗                  | ✗              | ✗                               | ✓                                | ✗                  | ✗                                    | ✓                           | ✗ | Az ötödik részben csak szoborként látható. |
| Dimorphodon                                       | ✗             | ✗          | ✗                                 | ✗                | ✗                  | ✓              | ✗                               | ✓                                | ✗                  | ✗                                    | ✓                           | ✗ | A Bukott birodalomban csak a hírekben látható. |
| Diplodocus                                        | ✗             | ✗          | ✗                                 | ✗                | ✗                  | ✗              | ✗                               | ✓                                | ✗                  | ✗                                    | ✗                           | ✗ | Az ötödik részben csak festményen és szoborként látható. |
| Dracorex                                          | ✗             | ✗          | ✗                                 | ✗                | ✗                  | ✗              | ✗                               | ✓                                | ✗                  | ✗                                    |                             | Az ötödik részben csak szoborként szerepel. | |
| Dreadnoughtus                                     | ✗             | ✗          | ✗                                 | ✗                | ✗                  | ✗              | ✗                               | ✓                                | ✗                  | ✓                                    | ✓                           | A Bukott birodalomban csak embrióként látható. | |
| Edmontosaurus                                     | ✗             | ✗          | ✓                                 | ✗                | ✗                  | ✓              | ✗                               | ✓                                | ✗                  | ✗                                    | ✗                           | A Jurassic World hivatalos honlapján olvasható, hogy lakója a Jurassic World-nek. A Bukott birodalomban csak a csontváza látható. | |
| Euoplocephalus tutus tutus                        | ✗             | ✓          | ✗                                 | ✗                | ✗                  | ✗              | ✗                               | ✗                                | ✗                  | ✗                                    | ✗                           | Csak a térképen lehet látni. | |
| Gallimimus bullatus bullatus                      | ✓             | ✗          | ✓                                 | ✓                | ✗                  | ✓              | ✗                               | ✓                                | ✗                  | ✓                                    | ✓                           | Az első film egy jelenetében egy T. rex elől menekülő Gallimimus-csorda látható. A Világuralom – Előszónak csak az IMAX változatában szerepel. | |
| Giganotosaurus                                    | ✗             | ✗          | ✗                                 | ✗                | ✗                  | ✗              | ✗                               | ✗                                | ✗                  | ✓                                    | ✓                           | A Világuralom – Előszóban és a Világuralomban a Tyrannosaurusnál nagyobb, húsevő Theropodaként jelenik meg. | |
| Hadrosaurus foulkii foulkii                       | ✗             | ✓          | ✗                                 | ✗                | ✗                  | ✗              | ✗                               | ✗                                | ✗                  | ✗                                    | ✗                           | Crichton leírja, ahogy egy példányt elkap a Tyrannosaurus. | |
| Herrerasaurus ischigualastensis ischigualastensis | ✓             | ✗          | ✗                                 | ✗                | ✗                  | ✗              | ✗                               | ✓                                | ✗                  | ✗                                    | ✗                           | Csak a térképen látható az első filmben. A Bukott birodalomban csak a koponyája látható. | |
| Hypsilophodon foxii foxii                         | ✗             | ✓          | ✗                                 | ✓                | ✗                  | ✗              | ✗                               | ✗                                | ✗                  | ✗                                    | ✗                           | Csak a könyvekben szerepel. | |
| Iguanodon                                         | ✗             | ✗          | ✗                                 | ✗                | ✗                  | ✗              | ✗                               | ✗                                | ✗                  | ✓                                    | ✓                           | Csak a Világuralom – Előszóban és a Világuralomban szerepel. | |
| Indominus rex                                     | ✗             | ✗          | ✗                                 | ✗                | ✗                  | ✓              | ✓                               | ✓                                | ✗                  | ✗                                    | ✗                           | Fiktív mutáns hibrid faj amit a Nublar sziget genetikai laboratóriumában hoztak létre Giganotosaurus, Majungasaurus, Carnotaurus, Rugops, Therizinosaurus, Tyrannosaurus rex, Velociraptor, Tintahal, Vipera keresztezésével, emberi géneket is kapott, hogy a problémamegoldó képessége fejlett legyen. A Bukott birodalomban csak a csontváza látható.                                    | |
| Indoraptor                                        | ✗             | ✗          | ✗                                 | ✗                | ✗                  | ✗              | ✗                               | ✓                                | ✗                  | ✗                                    | ✗                           | Fiktív mutáns hibrid faj. Indominus rex és Velociraptor keresztezésével alkották meg. | |
| Kentrosaurus                                      | ✗             | ✗          | ✗                                 | ✗                | ✗                  | ✗              | ✓                               | ✗                                | ✗                  | ✗                                    | ✗                           | Csak a Krétakori táborban szerepel. | |
| Kosmoceratops                                     | ✗             | ✗          | ✗                                 | ✗                | ✗                  | ✗              | ✗                               | ✓                                | ✗                  | ✗                                    | ✗                           | Az ötödik részben csak a csontváza látható. | |
| Lystrosaurus                                      | ✗             | ✗          | ✗                                 | ✗                | ✗                  | ✗              | ✗                               | ✗                                | ✗                  | ✗                                    | ✓                           | Csak a Világuralomban szerepel. | |
| Maiasaura/Maiasaurus peeblesorum peeblesorum      | ✗             | ✓          | ✗                                 | ✓                | ✗                  | ✗              | ✗                               | ✗                                | ✗                  | ✗                                    | ✗                           | Csak a könyvekben szerepel. | |
| Mamenchisaurus constructus consturctus            | ✗             | ✗          | ✓                                 | ✗                | ✗                  | ✗              | ✗                               | ✗                                | ✗                  | ✗                                    | ✗                           | A második epizódban tűnik fel. | |
| Metriacanthosaurus shangyouensis shangyouensis    | ✓             | ✗          | ✗                                 | ✗                | ✗                  | ✓              | ✗                               | ✗                                | ✗                  | ✗                                    | ✗                           | A Nedry által ellopott egyik üvegen látható a METRIACANTHOSAURUS felirat. A Jurassic World hivatalos honlapján olvasható, hogy lakója a Jurassic World-nek. | |
| Microceratops/Microceratus gobienis gobiensis     | ✗             | ✓          | ✗                                 | ✗                | ✗                  | ✓              | ✗                               | ✗                                | ✗                  | ✗                                    | ✓                           | Apró, fákon élő Ceratopsiák. A Jurassic World hivatalos honlapján olvasható, hogy lakója a Jurassic World-nek. | |
| Moros                                             | ✗             | ✗          | ✗                                 | ✗                | ✗                  | ✗              | ✗                               | ✗                                | ✗                  | ✓                                    | ✓                           | A Világuralom – Előszóban és a Világuralomban szerepel. | |
| Mosasaurus                                        | ✗             | ✗          | ✗                                 | ✗                | ✗                  | ✓              | ✓                               | ✓                                | ✓                  | ✓                                    | ✓                           | Vízben él. A Battle at Big Rock-ban csak a stáblista közben látható. A Világuralom – Előszónak csak az IMAX változatában szerepel. | |
| Monolophosaurus                                   | ✗             | ✗          | ✗                                 | ✗                | ✗                  | ✗              | ✓                               | ✗                                | ✗                  | ✗                                    | ✗                           | Csak a Krétakori táborban szerepel. | |
| Mononykus                                         | ✗             | ✗          | ✗                                 | ✗                | ✗                  | ✗              | ✗                               | ✓                                | ✗                  | ✗                                    | ✗                           | Az ötödik részben csak szoborként látható. | |
| Mussaurus patagonicus vegrandis                   | ✗             | ✗          | ✗                                 | ✓                | ✗                  | ✗              | ✗                               | ✗                                | ✗                  | ✗                                    | ✗                           | Csak a Szörnyek szigetében szerepel. | |
| Nasutoceratops                                    | ✗             | ✗          | ✗                                 | ✗                | ✗                  | ✗              | ✗                               | ✗                                | ✓                  | ✓                                    | ✓                           | A Battle at Big Rock-ban, a Világuralom – Előszóban valamint a Világuralomban szerepel. | |
| Nothosaurus                                       | ✗             | ✗          | ✗                                 | ✗                | ✗                  | ✗              | ✓                               | ✗                                | ✗                  | ✗                                    | ✗                           | Kétéltű. Csak a Krétakori táborban szerepel. | |
| Óriás sáska                                       | ✗             | ✗          | ✗                                 | ✗                | ✗                  | ✗              | ✗                               | ✗                                | ✗                  | ✓                                    | ✓                           | A Világuralomban genetikailag módosított példányok szerepelnek. | |
| Othnielia rex rex                                 | ✗             | ✓          | ✗                                 | ✗                | ✗                  | ✗              | ✗                               | ✗                                | ✗                  | ✗                                    | ✗                           | A fákon él. | |
| Ornitholestes hermanni hermanni                   | ✗             | ✗          | ✗                                 | ✓                | ✗                  | ✗              | ✗                               | ✗                                | ✗                  | ✗                                    | ✗                           | Levine megvizsgált egy tetemet, amely valószínűleg Ornitholestes. | |
| Ouranosaurus                                      | ✗             | ✗          | ✗                                 | ✗                | ✗                  | ✗              | ✓                               | ✗                                | ✗                  | ✗                                    | ✗                           | Csak a Krétakori táborban szerepel. | |
| Oviraptor                                         | ✗             | ✗          | ✗                                 | ✗                | ✗                  | ✗              | ✗                               | ✗                                | ✗                  | ✓                                    | ✓                           | A Világuralomnak csak a bővített változatában szerepel. | |
| Pachycephalosaurus wyominges calvus               | ✗             | ✗          | ✓                                 | ✓                | ✗                  | ✓              | ✗                               | ✗                                | ✗                  | ✗                                    | ✗                           | A Jurassic World hivatalos honlapján olvasható, hogy lakója a Jurassic World-nek. | |
| Pachyrhinosaurus                                  | ✗             | ✗          | ✗                                 | ✗                | ✗                  | ✗              | ✗                               | ✓                                | ✗                  | ✗                                    | ✗                           | A Bukott birodalomban csak az Arcadia hajó egyik monitorján látható a neve. | |
| Parasaurolophus walkeri androgers                 | ✓             | ✗          | ✓                                 | ✗                | ✓                  | ✓              | ✓                               | ✓                                | ✓                  | ✗                                    | ✓                           | Az összes részben látható. A Battle at Big Rock-ban csak a stáblista közben látható. | |
| Parasaurolophus walkeri walkeri                   | ✗             | ✗          | ✗                                 | ✓                | ✗                  | ✗              | ✗                               | ✗                                | ✗                  | ✗                                    | ✗                           | A Szörnyek szigetében szerepel. | |
| Peloroplites                                      | ✗             | ✗          | ✗                                 | ✗                | ✗                  | ✗              | ✗                               | ✓                                | ✗                  | ✗                                    | ✗                           | Az ötödik részben csak a csontváza látható. | |
| Proceratosaurus bradley bradley                   | ✓             | ✗          | ✗                                 | ✗                | ✗                  | ✗              | ✗                               | ✗                                | ✗                  | ✗                                    | ✗                           | A Nedry által ellopott egyik üvegen látható a neve. | |
| Procompsognathus triassicus pentadactyl           | ✗             | ✓          | ✗                                 | ✓                | ✗                  | ✗              | ✗                               | ✗                                | ✗                  | ✗                                    | ✗                           | Csak a könyvekben szerepel. | |
| Protoceratops                                     | ✗             | ✗          | ✗                                 | ✗                | ✗                  | ✗              | ✗                               | ✓                                | ✗                  | ✗                                    | ✗                           | Az ötödik részben csak a csontváza látható. | |
| Pycnonemosaurus                                   | ✗             | ✗          | ✗                                 | ✗                | ✗                  | ✗              | ✗                               | ✓                                | ✗                  | ✗                                    | ✗                           | Az ötödik részben csak a neve látható az Indominus rex genetikai összetételének hologramján. | |
| Pyroraptor                                        | ✗             | ✗          | ✗                                 | ✗                | ✗                  | ✗              | ✗                               | ✗                                | ✗                  | ✗                                    | ✓                           | Csak a Világuralomban szerepel. | |
| Quetzalcoatlus                                    | ✗             | ✗          | ✗                                 | ✗                | ✗                  | ✗              | ✗                               | ✗                                | ✗                  | ✓                                    | ✓                           | A Világuralom – Előszóban és a Világuralomban szerepel. | |
| Quilmesaurus                                      | ✗             | ✗          | ✗                                 | ✗                | ✗                  | ✗              | ✗                               | ✓                                | ✗                  | ✗                                    | ✗                           | Az ötödik részben csak a neve látható az Indominus rex genetikai összetételének hologramján. | |
| Pteranodon longiceps longiceps                    | ✗             | ✗          | ✓                                 | ✗                | ✗                  | ✗              | ✗                               | ✗                                | ✗                  | ✓                                    | ✗                           | Ez az alfaj Az elveszett világ végén, valamint a Világuralom – Előszóban tűnik fel. A két megjelenés között eltérés van, utóbbi sok hasonlóságot mutat a masranii alfajjal. | |
| Pteranodon longiceps hippocratesi                 | ✗             | ✗          | ✗                                 | ✗                | ✓                  | ✗              | ✗                               | ✗                                | ✗                  | ✗                                    | ✗                           | Ez az alfaj él a madárházban a 3. részben. | |
| Pteranodon longiceps masranii                     | ✗             | ✗          | ✗                                 | ✗                | ✗                  | ✓              | ✓                               | ✓                                | ✓                  | ✗                                    | ✓                           | A 4., 5. és 6. részben, valamint a Krétakori táborban és a Battle at Big Rock-ban szerepel. | |
| Pteranodon stembergi stembergi                    | ✗             | ✗          | ✗                                 | ✓                | ✗                  | ✗              | ✗                               | ✗                                | ✗                  | ✗                                    | ✗                           | A Szörnyek szigetében szerepel. | |
| Saichania                                         | ✗             | ✗          | ✗                                 | ✗                | ✗                  | ✗              | ✗                               | ✓                                | ✗                  | ✗                                    | ✗                           | Az ötödik részben csak a koponyája látható. | |
| Scorpios rex (E750)                               | ✗             | ✗          | ✗                                 | ✗                | ✗                  | ✗              | ✓                               | ✗                                | ✗                  | ✗                                    | ✗                           | Fiktív mutáns hibrid faj. Tyrannosaurus rex, Carnotaurus, Velociraptor, levelibéka és skorpióhal keresztezésével alkották meg. | |
| Segisaurus halli halli                            | ✓             | ✗          | ✗                                 | ✗                | ✗                  | ✗              | ✗                               | ✗                                | ✗                  | ✗                                    | ✗                           | Isla Nublar térképén látható, de a filmben nem vesz részt. | |
| Sinoceratops                                      | ✗             | ✗          | ✗                                 | ✗                | ✗                  | ✗              | ✓                               | ✓                                | ✗                  | ✗                                    | ✓                           | Az ötödik részben és a Krétakori táborban szerepel. | |
| Smilodon                                          | ✗             | ✗          | ✗                                 | ✗                | ✗                  | ✗              | ✓                               | ✓                                | ✗                  | ✗                                    | ✗                           | Az ötödik részben csak a koponyája látható. | |
| Spinoceratops                                     | ✗             | ✗          | ✗                                 | ✗                | ✗                  | ✗              | ✓                               | ✗                                | ✗                  | ✗                                    | ✗                           | Fiktív mutáns hibrid faj. Spinosaurus és Sinoceratops keresztezésével alkották meg. | |
| Spinosaurus aegyptiacus robustus                  | ✗             | ✗          | ✗                                 | ✗                | ✓                  | ✓              | ✓                               | ✓                                | ✗                  | ✗                                    | ✗                           | A Jurassic park III-ban és a Krétakori táborban a Tyrannosaurusnál nagyobb, húsevő Theropodaként tűnik fel. A negyedik és az ötödik részben csak a csontváza látható. | |
| Stegosaurus stenops gigas                         | ✓             | ✗          | ✓                                 | ✗                | ✓                  | ✓              | ✗                               | ✓                                | ✓                  | ✗                                    | ✓                           | Ez a kitalált alfaj az első részben csak a Nedry által ellopott fiolán látható. A folytatásokban már aktívan is feltűnik. A Battle at Big Rock-ban csak a stáblista közben látható. | |
| Stegosaurus stenops stenops                       | ✗             | ✓          | ✗                                 | ✓                | ✗                  | ✗              | ✗                               | ✗                                | ✗                  | ✗                                    | ✗                           | Először egy beteg egyed tűnik fel, ennek a szerepét a filmben a Triceratops veszi át. | |
| Suchomimus                                        | ✗             | ✗          | ✗                                 | ✗                | ✗                  | ✓              | ✗                               | ✗                                | ✗                  | ✗                                    | ✗                           | A Jurassic World hivatalos honlapján olvasható, hogy lakója a Jurassic World-nek. | |
| Stygimoloch                                       | ✗             | ✗          | ✗                                 | ✗                | ✗                  | ✗              | ✗                               | ✓                                | ✗                  | ✗                                    | ✓                           | Az ötödik és a hatodik részben szerepel. | |
| Styracosaurus albertensis albertensis             | ✗             | ✓          | ✗                                 | ✗                | ✗                  | ✗              | ✓                               | ✗                                | ✗                  | ✗                                    | ✗                           | Csak a térképen látható az Őslényparkban. A Krétakori táborban csak képen látható. | |
| Szibériai Mamut                                   | ✗             | ✗          | ✗                                 | ✗                | ✗                  | ✗              | ✓                               | ✗                                | ✗                  | ✗                                    | ✗                           | A Krétakori táborban csak a fosszíliái láthatóak. | |
| Tarbosaurus                                       | ✗             | ✗          | ✗                                 | ✗                | ✗                  | ✗              | ✓                               | ✗                                | ✗                  | ✗                                    | ✗                           | A Krétakori tábor különleges interaktív epizódjában, a Rejtett kalandban jelenik meg. | |
| Teratophoneus                                     | ✗             | ✗          | ✗                                 | ✗                | ✗                  | ✗              | ✗                               | ✓                                | ✗                  | ✗                                    | ✗                           | Az ötödik részben csak a teteme, valamint a csontváza is látható. | |
| Therizinosaurus                                   | ✗             | ✗          | ✗                                 | ✗                | ✗                  | ✗              | ✗                               | ✗                                | ✗                  | ✗                                    | ✓                           | Csak a Világuralomban szerepel. | |
| Triceratops horridus horridus                     | ✓             | ✗          | ✓                                 | ✗                | ✓                  | ✓              | ✓                               | ✓                                | ✗                  | ✗                                    | ✓                           | Egy beteg egyed látható az első részben. A Krétakori tábornak csak a könyv változatában szerepel. | |
| Triceratops serratus serratus                     | ✗             | ✓          | ✗                                 | ✓                | ✗                  | ✗              | ✗                               | ✗                                | ✗                  | ✗                                    | ✗                           | Rövidlátó állatként tűnik fel, ami mindenre rátámad. A piros szín elijeszti. A Szörnyek szigetében már nem kerül az emberek közelébe. | |
| Tyrannosaurus rex rex                             | ✓             | ✓          | ✓                                 | ✓                | ✓                  | ✓              | ✓                               | ✓                                | ✗                  | ✓                                    | ✓                           | Alapvetően a legvérengzőbb, legfélelmetesebb és legnagyobb állatként jelenik meg, kivéve két esetben, amikor vesztesként jön ki a harcból: a Jurassic Park III-ban, ahol egy nagyobb és erősebb ellenféllel, a Spinosaurusszal kerül összetűzésbe, valamint a Világuralom – Előszóban, ahol a Giganotosaurusszal kerül szembe. Az első könyv szerint akár a gepárd gyorsaságát is elérheti. | |
| Velociraptor/Deinonychus antirrhopus nublarensis  | ✓             | ✗          | ✓                                 | ✗                | ✗                  | ✗              | ✗                               | ✗                                | ✗                  | ✗                                    | ✗                           | A Velociraptorként emlegetett állatok az első filmben nagy szerepet játszanak. A nublarensis változat az első és a második részben tűnik fel. | |
| Velociraptor/Deinonychus antirrhopus sornaensis   | ✗             | ✗          | ✗                                 | ✗                | ✓                  | ✗              | ✗                               | ✗                                | ✗                  | ✗                                    | ✗                           | A Deinonychus antirrhopus, vagy a hogyan a filmben hivatkoznak rá, Velociraptor antirrhopus másik kitalált alfaja. A sornasensis változatot a harmadik részben láthatjuk. | |
| Velociraptor/Deinonychus antirrhopus masranii     | ✗             | ✗          | ✗                                 | ✗                | ✗                  | ✓              | ✓                               | ✓                                | ✗                  | ✗                                    | ✓                           | Ez a változat a negyedik, ötödik és hatodik részben, valamint a Krétakori táborban látható. | |
| Velociraptor mongoliensis mongoliensis            | ✗             | ✓          | ✗                                 | ✓                | ✗                  | ✗              | ✗                               | ✓                                | ✗                  | ✗                                    | ✗                           | Gyors és vérengző ragadozóként tűnik fel a könyvekben. A Bukott birodalomban csak a csontváza látható. | |
| Viavenator                                        | ✗             | ✗          | ✗                                 | ✗                | ✗                  | ✗              | ✗                               | ✓                                | ✗                  | ✗                                    | ✗                           | Az ötödik részben csak a neve látható az Indominus rex genetikai összetételének hologramján. | |

## Egyéb dinoszauruszok, madarak és más állatok

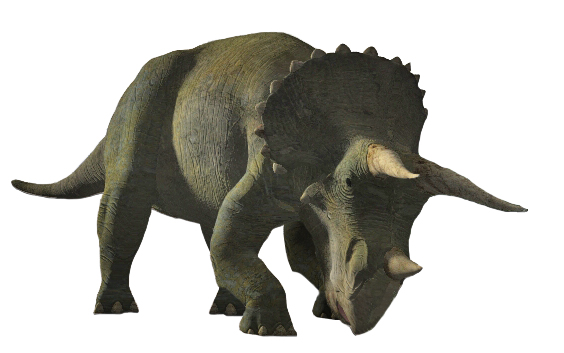
Triceratops

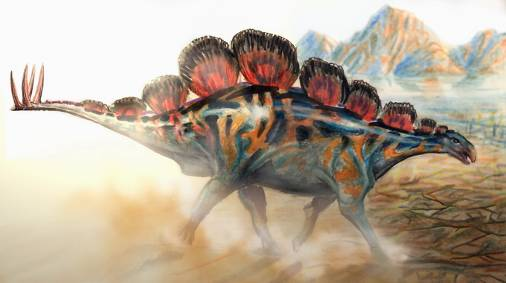
Wuerhosaurus

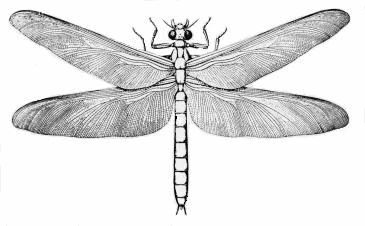
Meganeura

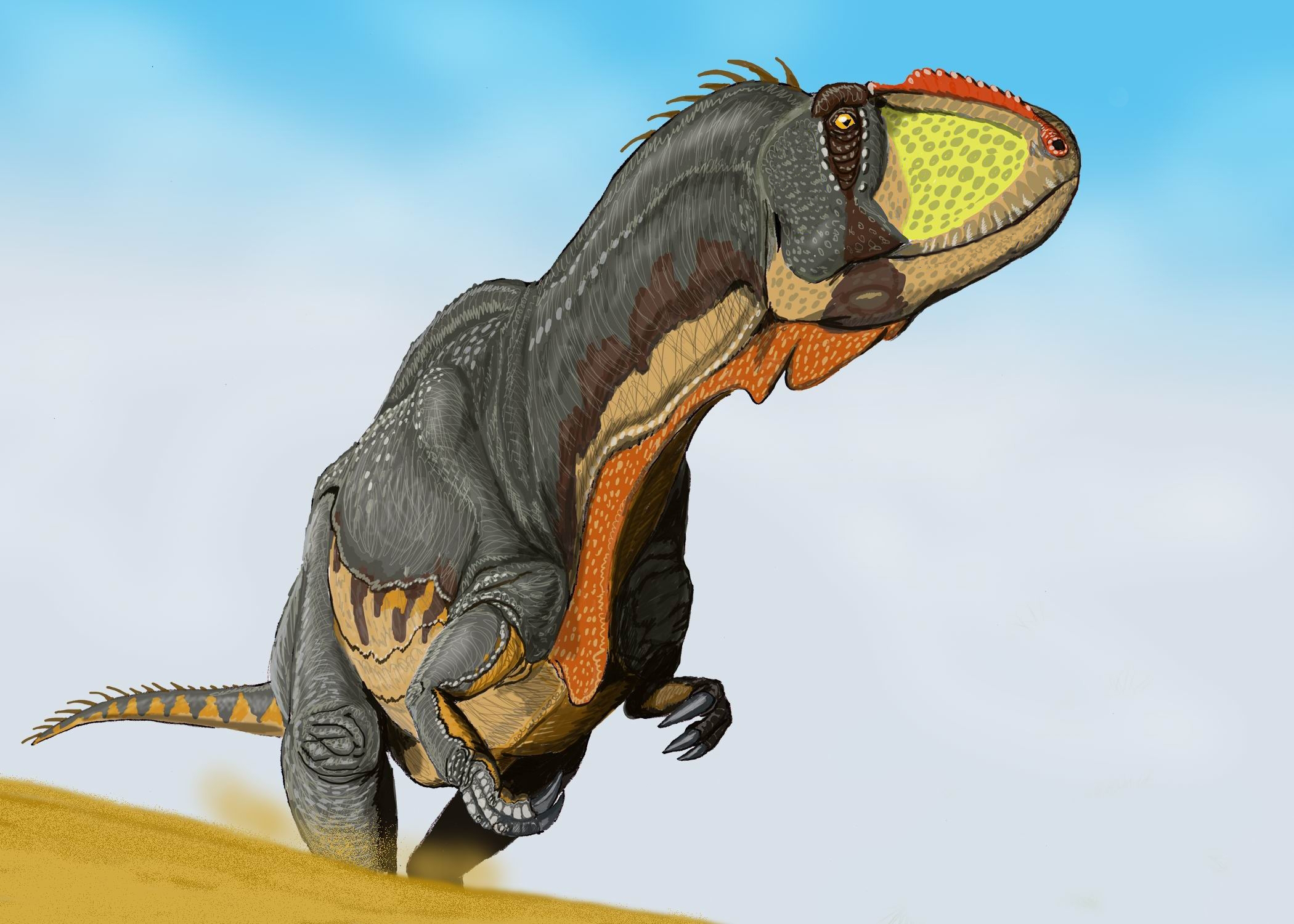
Yanchuanosaurus

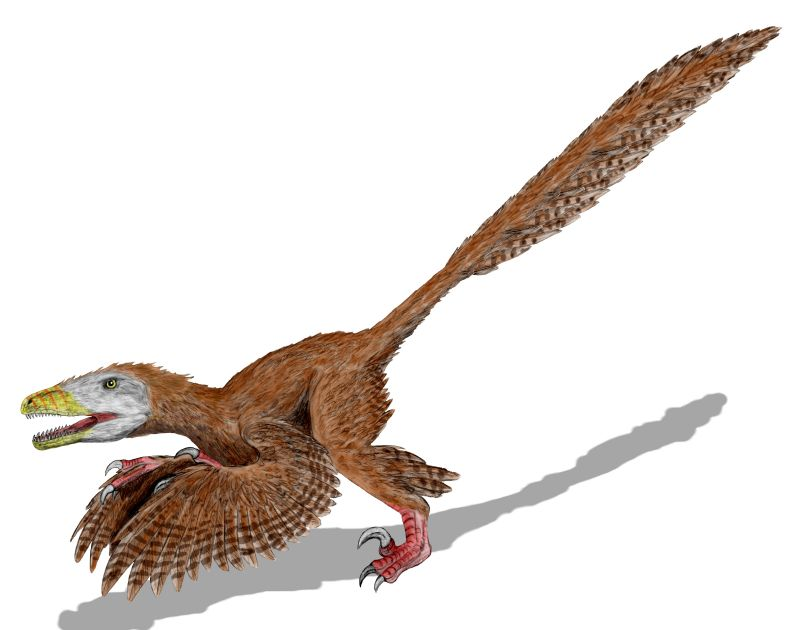
A Deinonychus fosszíliákon alapuló, tollakkal ábrázolt rekonstrukciója.

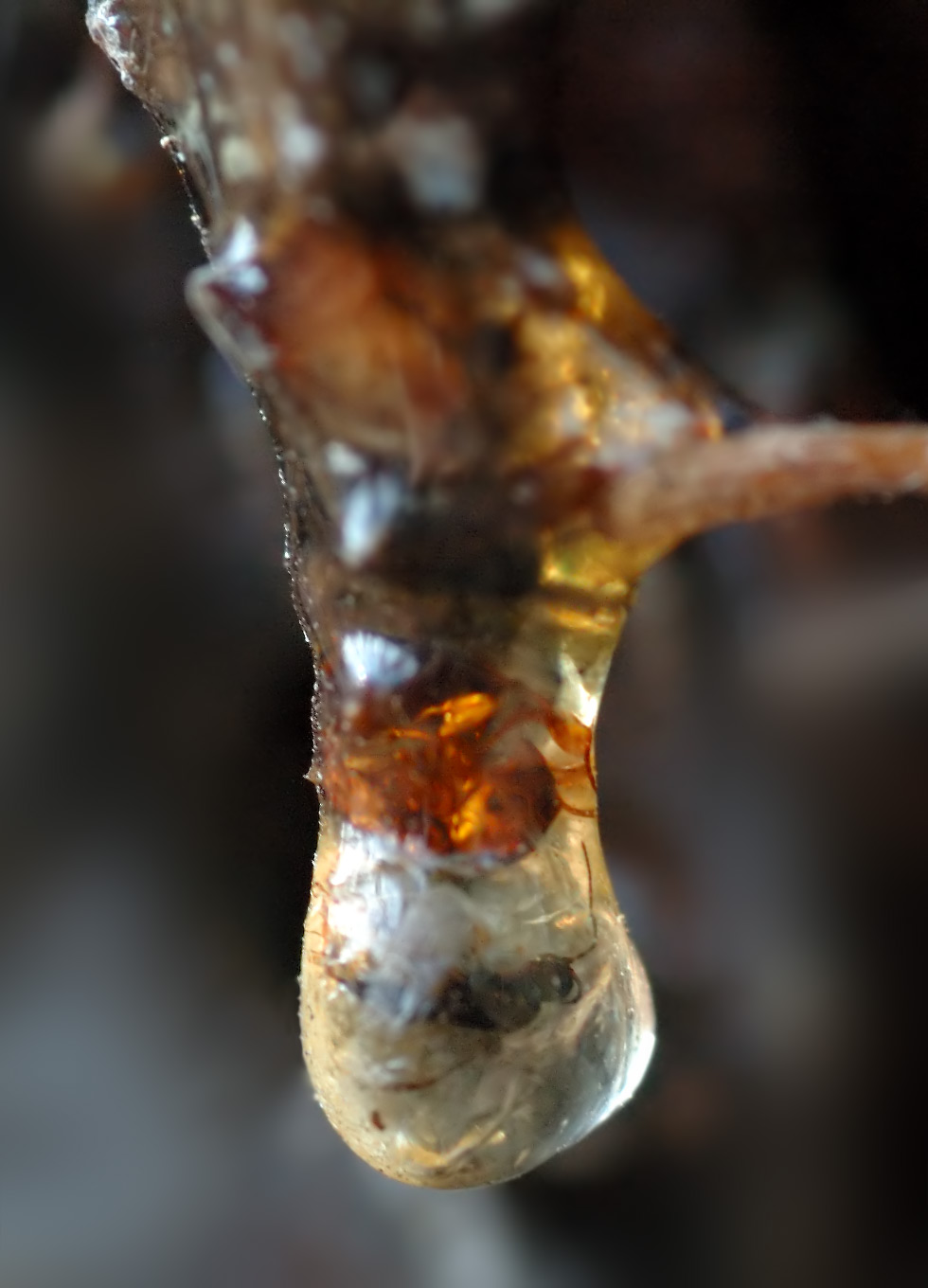
Gyanta és egy benne konzerválódott rovar – ilyen lehetett Hammond híres borostyánja is.

Ezen kívül még képregényekben és számítógépes játékokban megjelenik több állat is. Összesen ezek (a fentebb felsoroltakkal együtt):
- Acrocanthosaurus
- Albertosaurus
- Allosaurus
- Alioramus
- Anatotitan copei
- Ankylosaurus magniventris
- Apatosaurus excelsus
- Avimimus portentosus
- Archaeopteryx lithographica
- Baryonyx walkeri
- Brachiosaurus brancai
- Camarasaurus supremus ?
- Carnotaurus sastrei
- Cearadactylus atrox
- Ceratosaurus nasicornis
- Coelurosaurus
- Compsognathus longipes
- Corythosaurus casuarius
- Datousaurus bashanensis
- Deinonychus
- Dilophosaurus wetherilli "venenifer"
- Diplodocus
- Dryosaurus
- Edmontosaurus regalis
- Elaphrosaurus bambergi
- Eoraptor lunensis
- Euoplocephalus tutus
- Gallimimus bullatus
- Hadrosaurus foulkii
- Herrerasaurus ischigualastensis
- Homalocephale
- Hypsilophodon foxii
- Iguanodon bernissartensis
- Kentrosaurus
- Lambeosaurus lambei ? vagy valami hibrid kacsacsőrű-sauropoda, sőt biztos
- Leallynosaura amicagraphica
- Leptoceratops gracilis
- Maiasaura peeblesorum
- Mamenchisaurus constructus
- Metriacanthosaurus shangyouensis
- Microceratops gobiensis
- Mussaurus patagonicus "vegrandis"
- Muttaburrasaurus langdoni
- Othnielia rex
- Ornithomimus
- Ornitholestes hermanni
- Ouranosaurus nigeriensis
- Pachycephalosaurus wyomingensis "calvus"
- Pachycephalosaurus wyomingensis "calvus gigas"
- Panoplosaurus
- Parasaurolophus cyrtocristatus
- Parasaurolophus walkeri
- Parasaurolophus walkeri "androgens"
- Proceratosaurus bradleyi
- Procompsognathus triassicus "pentadactyl"
- Pteranodon longiceps
- Pteranodon longiceps "hippocratesi"
- Pteranodon sternbergi
- Saurolophus osborni
- Segisaurus halli
- Spinosaurus aegyptiacus "robustus"
- Stegosaurus stenops
- Stegosaurus stenops "gigas"
- Styracosaurus albertensis
- Tenontosaurus
- Thescelosaurus
- Torosaurus
- Triceratops
- Triceratops horridus
- Triceratops serratus
- Tyrannosaurus rex
- Yangchuanosaurus
- Velociraptor "antirrhopus nublarensis"
- Velociraptor "antirrhopus sornaensis"
- Velociraptor mongoliensis
- Wuerhosaurus
- Óriás szitakötő (Meganeura)
- Valamiféle kisebb ragadozó, vagy kisebb Ornithopoda… (a TLW Képregényben)
- Jurassic Park III Ismeretlen sauropoda. Brachiosaurus variáns lehet.
- Klónozott kihalt madarak
- Klónozott kihalt rovarok

Több mint 80 faj/variáns összesen.
Megjegyzés: Ha az állat (pl.: Wuerhosaurus) esetében nincsen faj megadva, akkor a faj ismeretlen. Ha a faj (pl.: Tyrannosaurus rex) mellé nincsen alfaj írva, akkor az nem tér el a típus-alfajtól. (Tehát: Tyrannosaurus rex rex.) A táblázatban az alfajt mindig megadtuk, mert valamikor csak ez volt az eltérés. (pl.: Parasaurolophus walkeri walkeri, és Parasaurolophus walkeri androgers.)

## Fordítás
Ez a szócikk részben vagy egészben  a   List of extinct genera in Jurassic Park című angol Wikipédia-szócikk fordításán alapul.  Az eredeti cikk szerkesztőit annak laptörténete sorolja fel. Ez a jelzés csupán a megfogalmazás eredetét és a szerzői jogokat jelzi, nem szolgál a cikkben szereplő információk forrásmegjelöléseként.

## Lásd még
- Dinoszauruszok ábrázolása a kultúrában